# Milo Goj
Milo Goj (Milão, 1959), foi um  cronista e teórico da arte da França.
Milo Goj é um crítico de arte e professor universitário italiano.
Colunista dos jornais "Il Giornale" e "Affari Italiani", professor da Universidade de Bolonha de sociologia no campo da comunicação aplicada à arte e "professor da Acme Academy of Fine Arts".

## Biografia
Estudou história da arte na Bocconi University, especializando-se em economia empresarial, marketing e comunicação.
Após a formatura, ingressou no Grupo Mondadori como jornalista. Ele cobriu toda a sua carreira em jornais econômicos, até se tornar editor-chefe do mensal Espansione em 1999, cargo que ocupou até 2007.
Foi director-geral do semanário "Il Valore" (2007-2008), director-geral da revista mensal "Tempo Economico" (2008-2010), "Axa Arte", director-geral do jornal "Finarte Journal" (2014), director-geral da jornal digital "The Map Report" (2019-2021), gerente e diretor editorial do jornal "L'Incontro".
Desde 2009, combinou o trabalho de jornalista com o de operador do mercado de arte.
Em 2009 estabeleceu o "Prêmio Ricoh" para jovens artistas contemporâneos (2010-2020), foi curador da série de exposições "La Biennale di Venezia al Museo Mac" no Ceglie Messapique em 2018, criou "Eyes", o show de talentos de Primo dedicado ao visual artes veiculadas na plataforma Sky (canal 863) em (2014).
Desde 2020, é professor de Semiótica Visual e Marketing Artístico na Acme Fine Arts Academy, em Milão.
Ele é autor de vários livros de marketing e comunicação publicados pelo Grupo Mondadori.